# حوزه انتخابیه دماوند و فیروزکوه
حوزهٔ انتخابیه دماوند و فیروزکوه یکی از حوزه‌های انتخاباتی استان تهران برای انتخابات مجلس شورای اسلامی است. این حوزه که یک نماینده دارد شامل دو شهرستان است که عبارت اند از شهرستان دماوند و شهرستان فیروزکوه. اين حوزه فقط دماوند بوده ودر سال ١٣٧٥بعداز شهرستان شدن فيروزكوه نام انتخابيه به دماوند و فيروزكوه تغيير كرده ،رودهن بخش دماونداست

## نمایندگان

### دورهٔ دهم
1. قاسم میرزایی نیکو

### دورهٔ یازدهم
1. سید احمد رسولی‌نژاد

### دورهٔ دوازدهم
1. شاهرخ رامین

## پی‌نوشت و منبع
1. ↑  «نتایج سرشماری عمومی نفوس و مسکن ۱۳۹۰، جمعیت شهرستان‌های کشور» (PDF). درگاه ملی آمار. بایگانی‌شده از اصلی (PDF) در ۱۱ مارس ۲۰۱۳. دریافت‌شده در شهریور ۱۳۹۰. تاریخ وارد شده در |تاریخ بازدید= را بررسی کنید (کمک)

- «جدول حوزه‌های انتخابیه در انتخابات نهمین دورهٔ مجلس شورای اسلامی» (PDF). مرکز پژوهش و سنجش افکار صدا و سیما. بایگانی‌شده از اصلی (PDF) در ۵ اكتبر ۲۰۱۸. دریافت‌شده در ۲۴ دسامبر ۲۰۱۵. تاریخ وارد شده در |archive-date= را بررسی کنید (کمک)